# 化林性偀
化林性偀（けりん しょうえい、万暦24年2月2日（1596年） - 寛文7年6月3日（1667年））は、江戸時代に清初の中国から渡来した黄檗僧。
法諱を性合のちに性偀、道号を化林と称した。福建省福州府福清県三山の人。

## 略歴
儒学と医学を修めたが、明朝滅亡後支堤山に隠逸。順治9年（1652年）、雪峰山崇聖寺の即非如一に参禅し出家した。即非が日本に渡来した8年後の万治3年（1660年）に長崎に渡来。寛文3年（1663年）、即非が宇治の萬福寺に赴くと崇福寺の監寺についた。寛文5年（1665年）、即非に招かれて福聚寺の後堂となった。晩年、崇福寺第4代住持となったが、寛文7年（1667年）に示寂。享年74。
化林は文人気質があふれる山水図・墨竹図などを能くした。独立性易と共に日本で最も早く文人画を画いたとされる。のちに和僧の蘭谷元定・百拙元養にも影響を与えている。

## 作品
- 「墨竹図」寛文6年（1666年）